# Jorge Mistral
Jorge Mistral, pseudonimo di Modesto Llosas Rosell (Aldaia, 24 novembre 1920 – Città del Messico, 21 aprile 1972), è stato un attore spagnolo.

## Biografia
Nato da padre portoricano e madre catalana, lasciò gli studi di diritto per dedicarsi al teatro dove lavorò principalmente come "amoroso" ruolo che lo accompagnerà per tutta la sua carriera. Debuttò nel cinema nel 1944 e ottenne subito un contratto in esclusiva con Cifesa la principale casa di produzione spagnola di quel periodo che gli permette di interpretare come protagonista film di grande successo popolare a fianco delle maggiori star del tempo come Aurora Bautista e Sara Montiel.
Negli anni '50 lavorò in Messico, dove è coprotagonista, con Irasema Dilian, nel film Cime tempestose di Luis Buñuel.
Recitò in diversi film italiani: Le schiave di Cartagine di Guido Brignone, È arrivata la parigina di Camillo Mastrocinque, Racconti d'estate di Gianni Franciolini, La spada e la croce di Carlo Ludovico Bragaglia.
Negli anni '60 lavorò spesso in Sud America, principalmente in Argentina,  
cimentandosi anche nelle vesti di regista, dirigendo 3 film.
Affetto per anni da un cancro al duodeno, morì suicida il 21 aprile 1972 dopo un periodo di depressione.

## Filmografia parziale

### Cinema
- Giovanna la pazza (Locura de amor), regia di Juan de Orduña (1948)
- La corrida della morte (Currito de la Cruz), regia di Luis Lucia (1949)
- La regina della Sierra Morena (La duquesa de Benamejí), regia di Luis Lucia (1949)
- Figli traditi (Pequeñeces...), regia di Juan de Orduña (1950)
- La trinca del aire, regia di Ramón Torrado (1951)
- Amore di zingara (La hermana San Sulpicio), regia di Luis Lucia (1952)
- Abissi di passione (Abismos de pasión), regia di Luis Buñuel (1953)
- L'isola della vendetta (El conde de Montecristo), regia di León Klimovsky (1953)
- Donne e arena (Camelia), regia di Roberto Gavaldón (1954)
- Più forte dell'odio (Más fuerte que el amor), regia di Tulio Demicheli (1955)
- Uragano sul Capo Horn (Cabo de hornos), regia di Tito Davison (1956)
- Il mondo sarà nostro (El expreso de Andalucía), regia di Francisco Rovira Beleta (1956)
- Le schiave di Cartagine, regia di Guido Brignone (1956)
- Il ragazzo sul delfino (Boy on a Dolphin), regia di Jean Negulesco (1957)
- Amore a prima vista, regia di Franco Rossi (1958)
- Ho giurato di ucciderti (La venganza), regia di Juan Antonio Bardem (1958)
- È arrivata la parigina, regia di Camillo Mastrocinque (1958)
- Racconti d'estate, regia di Gianni Franciolini (1958)
- La spada e la croce, regia di Carlo Ludovico Bragaglia (1958)
- Duello implacabile (Carmen la de Ronda), regia di Tulio Demicheli (1959)
- La suora bianca (La hermana blanca), regia di Tito Davison (1960)
- La grande rivolta (Juana Gallo), regia di Miguel Zacarías (1961)
- La schiava di Bagdad (Shéhérazade), regia di Pierre Gaspard-Huit (1963)
- I pistoleros di Casa Grande (Gunfighters of Casa Grande), regia di Roy Rowland (1964)

### Regista
- La fiebre del deseo (1966)
- La piel desnuda (1966)
- Crimen sin olvido (1968)

## Doppiatori italiani
- Alberto Lupo in Le schiave di Cartagine
- Emilio Cigoli in Il ragazzo sul delfino
- Cesare Barbetti in Racconti d'estate
- Gualtiero De Angelis in La spada e la croce